# Jutta Kruse
Jutta Kruse – später Jutta Teller und Jutta Haarburger – (* 27. März 1940 in Stettin) ist eine deutsche Tischtennisspielerin. Sie gehörte Anfang der 1960er Jahre zu den besten deutschen Spielerinnen. Sie wurde dreimal deutsche Meisterin im Damen-Doppel und zweimal im Mixed. Zudem gewann sie mit der Mannschaft des TK Hannover 1961 die deutsche Mannschaftsmeisterschaft der Damen.

## Sportliche Karriere
Kruses erster Verein war der TK Hannover, mit dem sie 1960 deutscher Mannschaftsmeister und 1961 Zweiter wurde. Zudem gewann dieses Team 1961 die deutsche Pokalmeisterschaft. Mit der Auswahlmannschaft von Niedersachsen holte sie 1958 und 1960 den Deutschlandpokal. Bei den deutschen Meisterschaften erreichte sie im Einzel 1960 das Halbfinale und 1961 das Endspiel, das sie gegen Inge Müser verlor. Von 1959 bis 1961 gewann sie zusammen mit Inge Müser dreimal in Folge die Meisterschaft im Doppel, 1961 und 1962 holte sie mit Hans Wilhelm Gäb den Titel im Mixed. Beim Bundesranglistenturnier 1960 landete sie auf Platz drei. 1959 wurde Jutta Kruse in der DTTB-Rangliste auf Platz 2 geführt, in der ITTF-Weltrangliste 1961 auf Platz 21. 1958 und 1960 war sie niedersächsische Meisterin im Damen-Einzel geworden.
Kurz vor ihrer Hochzeit wechselte sie 1961 zum TTC Rot-Weiß Hamburg an ihren neuen Wohnort. Bereits bei ihrer ersten Teilnahme an einer Hamburger Meisterschaft gewann sie im November 1961 den Titel im Damen-Doppel mit ihrer Mannschaftskameradin Ev-Kathlen Zemke. Nach der Geburt ihrer beiden Söhne spielte Jutta Teller vorübergehend für den DTC Kaiserberg sowie den TTC Schwarz-Gelb Steele (ab April 1965) in der Oberliga West. Sie wurde 1966 Zweite beim Westdeutschen Ranglistenturnier, als sie nur der erst vierzehnjährigen Wiebke Hendriksen unterlag. Für die Spielzeit 1966/67 war sie für ein neu zu gründendes Damen-Team in Dortmund im Gespräch, wechselte aber schließlich im Oktober 1966 gemeinsam mit Ehemann Horst zu ihrem Heimatklub TK Hannover zurück und wurde erneut dessen Spitzenspielerin in der Oberliga Nord. Im November 1967 gewann sie ihren dritten niedersächsischen Titel im Damen-Einzel.
Als das Ehepaar Teller nach nur eineinhalb Jahren von Hannover nach Hamburg umzog, wechselten beide im April 1968 auch sportlich in die Hansestadt und Jutta spielte erneut für die Rot-Weißen in der Oberliga. Im November 1968 gewann sie nach drei niedersächsischen Einzeltiteln auch ihre erste Hamburger Meisterschaft im Damen-Einzel. 1969 verzichtete sie auf die WM-Teilnahme, für die sie bereits nominiert war, und beendete aus familiären Gründen ihre überregionale Laufbahn. Der Hamburger Tisch-Tennis-Verband verabschiedete sie am 2. Mai 1969 beim traditionellen Städtewettkampf der Hanseaten gegen Esbjerg, bei dem sie letztmals repräsentativ eingesetzt wurde. Bis 1971 half sie noch einige Male in der zweiten Mannschaft, die in der Stadtliga spielte, aus.
2009 wurde Jutta Haarburger vom Meiendorfer SV reaktiviert und spielte für diesen in der 1. Landesliga Hamburg. Im Januar 2010 nahm sie erstmals seit ihrem Titel im Damen-Einzel von 1968 wieder an einer Landesmeisterschaft teil und wurde in der Seniorenklasse S70 Hamburger Vizemeisterin im Damen-Einzel und -Doppel. Zum 1. Juli 2010 wechselte sie zur benachbarten SG Farmsen-Bramfeld. Seit 2014 spielte Jutta Haarburger beim Rahlstedter TC. Seit 2017 ist sie dort nicht mehr für den Mannschaftsspielbetrieb gemeldet.

## Internationale Erfolge
Von 1959 bis 1962 bestritt Kruse 22 Länderspiele. 1959 und 1961 wurde sie für die Weltmeisterschaften nominiert. Dabei erreichte sie 1961 im Einzel das Achtelfinale, wo sie von der Ungarin Éva Kóczián besiegt wurde. 1960 nahm sie an der Europameisterschaft teil. 1960 gewann sie bei den internationalen österreichischen Meisterschaften das Mixed mit Hans Wilhelm Gäb. Im gleichen Jahr erreichte sie mit Inge Müser bei den internationalen deutschen Meisterschaften IDM Platz drei. Ein Jahr später wurde sie mit Hans Wilhelm Gäb bei der IDM Dritter im Mixed.

## Privat
Am 30. Dezember 1961 heiratete Jutta Kruse den Hamburger Tischtennisspieler und Holzkaufmann Horst Teller. Nach der zweiten Eheschließung mit Alfred Haarburger (nach 1987) trat sie unter dem Namen Jutta Haarburger auf. Sie hat zwei Söhne (* 1962, 1964).

## Turnierergebnisse
| Verband | Veranstaltung     | Jahr | Ort      | Land | Einzel    | Doppel    | Mixed      | Team |
| ------- | ----------------- | ---- | -------- | ---- | --------- | --------- | ---------- | ---- |
| FRG     | Weltmeisterschaft | 1961 | Peking   | CHN  | letzte 16 | letzte 32 | letzte 32  | 7    |
| FRG     | Weltmeisterschaft | 1959 | Dortmund | FRG  | letzte 32 | letzte 32 | letzte 128 | 10   |